# Tallinna FC Infonet
Tallinna FC Infonet – nieistniejący estoński klub piłkarski z siedzibą w Tallinnie. Klub został założony 29 stycznia 2002 roku. Pod koniec 2010 roku klub przeprowadził fuzję z FC Atletik Tallinn i FC Bercy Tallinn. W 2016 drużyna zdobyła pierwsze w swojej historii mistrzostwo Estonii. W 2017 klub połączył się z Levadią Tallinn i przestał istnieć.

## Sezony
| Sezon | Liga         | Poz. | M  | W  | R  | P  | G+  | G- | +/- | Pkt. |
| --- | ------------ | ---- | -- | -- | -- | -- | --- | -- | --- | ---- |
| 2006 | V liiga      | 1.   | 15 | 12 | 1  | 2  | 70  | 14 | +56 | 37   |
| 2007 | III liiga    | 5.   | 22 | 11 | 4  | 7  | 68  | 46 | +22 | 37   |
| 2008 | III liiga    | 7.   | 20 | 7  | 3  | 10 | 36  | 46 | -10 | 24   |
| 2009 | III liiga    | 1.   | 22 | 21 | 1  | 0  | 113 | 28 | +85 | 64   |
| 2010 | II liiga     | 2.   | 24 | 18 | 1  | 5  | 78  | 32 | +46 | 55   |
| 2011 | Esiliiga     | 2.   | 36 | 19 | 11 | 6  | 101 | 47 | +54 | 68   |
| 2012 | Esiliiga     | 1.   | 36 | 26 | 5  | 5  | 94  | 33 | +61 | 83   |
| 2013 | Meistriliiga | 0.   | 0  | 0  | 0  | 0  | 0   | 0  | 0   | 0    |
| Razem | Meistriliiga |      | 0  | 0  | 0  | 0  | 0   | 0  | 0   | 0    |
| Poz. – pozycja, M – mecze, W – zwycięstwa, R – remisy, P – porażki, G+ – gole zdobyte, G- – gole stracone, +/- – różnica bramkowa, Pkt. – punkty |              |      |    |    |    |    |     |    |     |      |

## Europejskie puchary
Legenda do wszystkich tabel:
- Q – runda eliminacyjna, 1/16, 1/8, 1/4, 1/2 – odpowiednia faza rozgrywek, Grupa – runda grupowa, 1r gr – pierwsza runda grupowa, 2r gr – druga runda grupowa, F – finał, R – runda, PO – play-off
- k. – rzuty karne, los. – losowanie, Dogr. – dogrywka, w. – zasada bramek strzelonych na wyjeździe

| Sezon   | Rozgrywki     | Runda | Klub                | Dom | Wyjazd | Ogólnie |
| ------- | ------------- | ----- | ------------------- | --- | ------ | ------- |
| 2016/17 | Liga Europy   | 1Q    | Heart of Midlothian | 2–4 | 1–2    | 3–6     |
| 2017/18 | Liga Mistrzów | 1Q    | Hibernians FC       | 0–1 | 0–2    | 0–3     |